# Polystichum otophorum
Polystichum otophorum är en träjonväxtart som först beskrevs av Adrien René Franchet, och fick sitt nu gällande namn av Richard Henry Beddome. Polystichum otophorum ingår i släktet Polystichum och familjen Dryopteridaceae. Inga underarter finns listade.